# The Chief (film)
Pour plus de détails, voir Fiche technique et Distribution.
The Chief est un film américain réalisé par Charles Reisner, sorti en 1933.

## Synopsis
Un homme timide est mis sous les projecteurs lorsque son père est honoré en héros. Il se lance dans une série d'aventures à cause d'une femme et devient lui-même un héros. Bien que deux partis politiques essaient de l'utiliser à leur avantage, il déjoue involontairement tous leurs plans.

## Fiche technique
- Titre : The Chief
- Réalisation : Charles Reisner
- Scénario : Robert E. Hopkins et Arthur Caesar
- Photographie : Edward Paul
- Montage : William S. Gray
- Société de production : Metro-Goldwyn-Mayer
- Pays d'origine : États-Unis
- Format : Noir et blanc - 1,37:1 - Mono
- Genre : comédie
- Date de sortie : 1933

## Distribution
- Ed Wynn : Henry Summers
- Charles "Chic" Sale : Oncle Joe
- Dorothy Mackaill : Dixie Dean
- Mickey Rooney : Willie
- William "Stage" Boyd : Dan 'Danny' O'Rourke
- Effie Ellsler : Ma Summers
- C. Henry Gordon : Paul Clayton
- Bradley Page : Dapper Dan
- Purnell Pratt : Al Morgan
- George Givot : Marchand de vêtements
- Tom Wilson : Blink
- Nat Pendleton : Big Mike
- Lee Phelps : Tim
- Charles Sellon : Chef des pompiers
- Tom McGuire : Capitaine des pompiers
- George Magrill : Pompier
- Frank Hagney : Pompier
- Sam McDaniel : Cireur
- Graham McNamee : Lui-même
- Carl Stockdale : Éditeur
- Greta Meyer : la mère de la petite Heinie
- Frank O'Connor : le client voulant un chapeau
- Syd Saylor : l'homme effrayé
- Luis Alberni
- Heinie Conklin
- Jim Farley
- Arthur Hoyt
- Jackie Searl